# Sublevación de Jaca
La sublevación de Jaca fue un pronunciamiento producido el 12 de diciembre de 1930 contra la monarquía española de Alfonso XIII durante la dictablanda del general Berenguer. Aunque fue sofocada y fueron fusilados los capitanes Fermín Galán Rodríguez y Ángel García Hernández, sus efectos se dejaron sentir en la proclamación de la Segunda República cuatro meses después.
La sublevación se inició con la proclamación de la república desde los balcones del Ayuntamiento de Jaca, donde fue nombrada la primera alcaldía republicana como símbolo de su carácter estrictamente civil. Al mismo tiempo, se organizaron dos columnas militares dirigidas por los capitanes Galán y Sediles que partieron hacia Huesca, la capital provincial.
El 14 de diciembre, un consejo de guerra condenó a morir fusilados a los capitanes Galán y García Hernández. En marzo, fueron juzgados y condenados un número significativo de militares por los hechos. El capitán Salvador Sediles, condenado a muerte, fue indultado ante las movilizaciones populares. Poco después, tras las elecciones del 12 de abril, Alfonso XIII se exilió y se proclamó la república en todo el país. De esta forma, a los sublevados de Jaca se les reconocerá públicamente como «mártires» por la República.

## Antecedentes
Tras la dimisión el 29 de enero de 1930 de Miguel Primo de Rivera, el rey Alfonso XIII nombra jefe de gobierno al general Dámaso Berenguer Fusté, jefe de su Casa Militar. Un gobierno en la última etapa de la dictadura conocido como la «dictablanda».
El 30 de enero, juran su cargo los componentes del nuevo gobierno presidido por un nuevo militar en el que, además de la jefatura, Berenguer asume también la cartera de Guerra.
Con objeto de tranquilizar los ánimos, Berenguer afirma que el nuevo gobierno quiere la pacificación del país y la vuelta a la normalidad constitucional, prometiendo, entre otras cosas, la convocatoria de elecciones generales.

### Amnistía
Berenguer concede una amnistía a los condenados por los delitos de rebelión, sedición común o militar y otros delitos de carácter político. Asimismo, enterado de los proyectos de una sublevación militar, llama a su lado al general Goded, uno de los conspiradores más activos contra la dictadura de Primo de Rivera, al que supone implicado en estos preparativos, y le hace convencer a los militares más exaltados de sus buenas intenciones. Pero Berenguer no cumple sus promesas, radicalizando la actitud tanto de civiles como de militares republicanos.

### Pacto de San Sebastián
El Pacto de San Sebastián fue la reunión promovida por la Alianza Republicana que tuvo lugar en San Sebastián el 17 de agosto de 1930 a la que asistieron representantes de todos los partidos republicanos, a excepción del Partido Federal Español, y en la que (aunque no se levantó acta escrita de la misma) se acordó la estrategia para poner fin a la monarquía de Alfonso XIII y proclamar la Segunda República Española. En octubre de 1930 se sumaron al Pacto, en Madrid, las dos organizaciones socialistas, el PSOE y la UGT. Miguel Maura en su memorias, aunque no clarifica el origen de la decisión de ir al golpe militar, reconoce que la decisión fue asumida por todos. A pesar de que algunos autores han intentado minimizar su alcance, el Pacto de San Sebastián es considerado un hito clave en el proceso que condujo a la proclamación de la Segunda República Española.

## La sublevación

### Los preparativos
En el mes de diciembre de 1930 el levantamiento se considera inminente. Por fin, el Comité Revolucionario, después de varias demoras, acuerda la fecha del lunes 15 de diciembre para el mismo. La dirección de la sublevación en Jaca corresponde a Fermín Galán, capitán del regimiento de Infantería Galicia número 19. Galán había llegado a este destino a comienzos del mes de junio, cuatro meses después de haber salido de la prisión militar de Montjuic amnistiado, donde había cumplido condena por haber participado en la Sanjuanada, una conspiración militar que había tratado de derribar la Dictadura de Primo de Rivera en 1926. Durante su estancia en prisión había establecido contactos con anarquistas catalanes.
En Jaca entra en contacto con otros militares dispuestos a participar en una insurrección contra la monarquía, sobre todo con los capitanes Ángel García Hernández, al mando de la compañía de ametralladoras del mismo regimiento al que pertenece Galán, Salvador Sediles y Miguel Gallo del Batallón de Cazadores de Montaña La Palma número 8, Luis Salinas, del arma de Artillería y en situación de disponible forzoso, así como la de diversos oficiales. 
Desde Jaca extiende sus redes de contactos con civiles, especialmente con sindicalistas de Zaragoza,  y con Ramón Acín, anarquista, pintor y escultor, profesor de dibujo en la Escuela Normal de Magisterio de Huesca, quien le pone en contacto con el «comité revolucionario» de Madrid. Galán quería participar «si el movimiento se realizaba rápidamente» pero Marcelino Domingo y Alejandro Lerroux le tratan de convencer «que sin una disciplina absoluta de todos los elementos de la revolución, ésta, con posibilidades y exigencias como nunca, se frustraría nuevamente».
Durante el otoño Galán, junto con los oficiales comprometidos y los paisanos que le han prometido su apoyo, tratan de organizar todos los detalles de la sublevación planeada. Por la indiscreción de algunos conspiradores, el general Emilio Mola, a la sazón director general de Seguridad, que conoce a Galán de los años de la guerra de África, llega a tener conocimiento de que el capitán del regimiento Galicia trama algo, por lo que, en atención a la relativa amistad que le une con él, envía, el 27 de noviembre, una carta a Galán cuyo texto dice:

Madrid, 27 de noviembre de 1930
Señor don Fermín Galán – JACA
Mi distinguido capitán y amigo:
Sin otros títulos para dirigirme a usted que el de compañero y el de la amistad que me ofreció en agradecimiento por mi intervención en el violento incidente de Cudia Mahafora, le escribo. Sabe el Gobierno y sé yo sus actividades revolucionarias y sus propósitos de sublevarse con tropas de esa guarnición: el asunto es grave y puede acarrearle daños irreparables. El actual Gobierno no ha asaltado el poder, y a ninguno de sus miembros puede echársele en cara haber tomado parte en movimientos de rebelión: tienen, pues, las manos libres para dejar que se aplique el Código de Justicia Militar inflexiblemente, sin remordimiento de haber sido ellos tratados con menor rigor. Eso, por un lado; por otro, recuerde que nosotros no nos debemos ni a una ni a otra forma de gobierno, sino a la Patria, y que los hombres y armas que la Nación nos ha confiado no debemos emplearlos más que en su defensa. Le ruego medite sobre lo que le digo, y, al resolver, no se deje guiar por un apasionamiento pasajero, sino por lo que le dicte su conciencia. Si hace algún viaje a Madrid, le agradecería tuviera la bondad de verme. No es el precio a la defensa que de usted hice ante el general Serrano, ni menos una orden; es simplemente el deseo de su buen amigo que le aprecia de veras y le abraza
Emilio Mola

### La ocupación de Jaca por los sublevados y la proclamación de la República
Los continuos aplazamientos para fijar la fecha de la sublevación, hacen que las relaciones entre Galán y el «comité revolucionario» empiecen a deteriorarse. A esto se une el hecho de que Galán ha llegado a saber, por la carta de Mola, que el Gobierno conoce algo acerca de sus planes. Galán se impacienta, y temeroso, además, de que las nieves invernales cierren los puertos imposibilitando el movimiento de tropas, decide sublevar la guarnición el viernes día 12. Ante la imposibilidad de convencer a Galán para que acepte una nueva moratoria, el Comité revolucionario dispone que en la madrugada del día 12 viajen a Jaca, desde Madrid, Casares Quiroga y otros dos delegados del «Comité Revolucionario» que, según su posterior testimonio, «llegados a una hora intempestiva, duermen sin haber hablado con Galán».
Galán decide no esperar al 15 de diciembre, la fecha que finalmente había fijado el «comité revolucionario» para la insurrección, y a las cinco de la mañana del 12, un grupo de militares encabezado por el capitán Galán sublevan a la guarnición de Jaca contra el Gobierno, detienen al gobernador militar, y ocupan los centros de teléfonos, correos y la estación de ferrocarril, tras matar en un tiroteo a un sargento de la Guardia Civil y a dos carabineros que se opusieron a ellos. A las ocho de la mañana toda la ciudad ya está en manos de los sublevados y soldados y paisanos comienzan a marchar por sus calles dando vivas a la República y mueras al rey. A las once proclaman la República en el Ayuntamiento, «en nombre del Gobierno Provisional Revolucionario», e izan la bandera republicana en el balcón, mientras en su interior quedan detenidos el general gobernador de la plaza y los jefes y oficiales que no se habían sumado a la sublevación. Galán publica un bando que manda fijar en las calles de Jaca y que dice:

Como Delegado del  Comité Revolucionario Nacional, a todos los habitantes de esta Ciudad y Demarcación hago saber:
Artículo único: Aquel que se oponga de palabra o por escrito, que conspire o haga armas contra la República naciente será fusilado sin formación de causa.
Dado en Jaca a 12 de Diciembre de 1930.
Fermín Galán.

Con la finalidad prioritaria de garantizar el orden público, se formó una Junta Provisional Republicana, presidida por Pío Díaz Pradas, que en 1931 sería designado «alcalde honorario de todos los ayuntamientos de España». En Jaca ondeó por primera vez en España la bandera tricolor (rojo, amarillo y morado) que había confeccionado el sastre local Lucas Biscós para la ocasión.

### Hacia Huesca
Una vez controlada Jaca, los sublevados organizaron dos columnas, una por ferrocarril y otra en camiones, para dirigirse a Huesca. La columna de camiones salió de Jaca a las dos de la tarde del 12 de diciembre e iba encabezada por el capitán Galán al mando de unos 800 soldados. Pero pronto se encontraron por el camino con la fuerte resistencia de las tropas leales al gobierno procedentes de Huesca. La columna que utilizó el ferrocarril para marchar hacia a Huesca iba mandada por el capitán Sediles.
La desorganización e imprevisión de los sublevados —que tardaron más de ocho horas en requisar los camiones que habrían de transportar a la columna de Galán por carretera—, produjeron una excesiva demora en la salida de Jaca (más de nueve horas sobre la hora prevista). El lamentable estado de muchos de los vehículos requisados convirtió la marcha de la columna de Galán en una lenta y azarosa peripecia con continuas averías y paradas. La lentitud de la marcha, el frío y el hambre pronto hicieron cundir el desánimo entre la tropa.

### Reacción gubernamental
El Gobierno del general Berenguer, enterado de lo que sucedía en Jaca por la alarma enviada por una empleada del servicio de Telégrafos —cuya línea habían intentado cortar los sublevados—, decidió actuar con la mayor premura y cursó órdenes para que desde la Capitanía General de la V Región Militar, en Zaragoza, se organizara la contraofensiva. El capitán general de la V Región Militar, general Fernández Heredia, ordenó que dos columnas, una desde Huesca y otra desde Zaragoza, salieran para impedir la entrada de los sublevados en Huesca, las cuales al atardecer del día 12 se reunían con la artillería en las lomas de Cillas, a 3 km de Huesca. Al mando de esta fuerza estaba el general Dolla. Asimismo se cursaron órdenes para cortar el ferrocarril a la entrada de Riglos e impedir el avance de los rebeldes, lo que obligó a la columna mandada por Sediles, que había partido en tren desde Jaca, a continuar a pie hasta Ayerbe, en donde la columna de Galán les espera con cierto nerviosismo.
Cuando llegaron a orillas del río Gállego, cerca de la localidad de Anzánigo, tuvo lugar un encuentro con un pequeño número de miembros de la Guardia Civil, mandados por el gobernador militar de Huesca, el general Manuel Lasheras, que resultó gravemente herido. Pocos días después falleció a consecuencia de las heridas.
Sobre las 23 horas, la columna de Galán alcanzaba la localidad de Ayerbe, donde tomaron posiciones de defensa, proclamaron la República y fueron invitados a una frugal cena, compuesta de pan y embutido, en el Centro Obrero Republicano, mientras esperaban la llegada de la columna de Sediles que venía a pie desde Riglos. Galán se vio entonces obligado a modificar los planes iniciales, pues habrán de continuar todos por carretera, con las previsibles dificultades que esta circunstancia añadirá debido al escaso número de vehículos con que cuentan y a su lamentable estado.
De madrugada, abandonaron Ayerbe y se dirigieron hacia Huesca, pero en los alrededores del santuario de Cillas, a unos 3 km de Huesca, se produjo el encuentro con el grueso de las tropas del Gobierno. Tras un infructuoso intento, por parte de los capitanes García Hernández y Salinas, de atraerse a los oficiales de las tropas gubernamentales, se produjo un tiroteo y ambos capitanes fueron detenidos. El general Dolla ordenó entonces a la artillería abrir fuego sobre la columna rebelde, que respondió con fuego de ametralladoras y fusilería. Galán ordenó de inmediato a sus hombres el alto el fuego, mientras las fuerzas gubernamentales continuaban disparando sobre ellos. El fuego enemigo causó numerosas bajas a los rebeldes que, presa del pánico, comenzaron a huir en desbandada ante el desconcierto de Galán que, sin saber qué hacer, permaneció inmóvil y sin dar ninguna orden a sus oficiales. Por fin los oficiales de Galán decidieron emprender, también, la huida, en tanto que Galán se negó a escapar. No obstante, sus compañeros lo subieron a la fuerza en uno de los vehículos que emprendió la marcha en dirección a Ayerbe. 
Apenas pasados dos kilómetros de Ayerbe, Galán reaccionó y ordenó al conductor que detuviera el coche junto a un cruce de carretera, desde el que se dirigió a pie, junto con otros dos oficiales que habían decidido acompañarle, al pueblo cercano de Biscarrués, donde se entregó al secretario en ausencia del alcalde y le solicitó que avisara a la Guardia Civil para que acudiera a detenerlo. 
En el mismo día que se entregaron Galán y otros militares del pronunciamiento, con un día de retraso y desde primeras horas se declaró la huelga en Zaragoza y las Cinco Villas.

### El Consejo de Guerra y la ejecución de Galán y García Hernández
Galán, en compañía de los otros dos oficiales, fue conducido al Gobierno Militar de Huesca, donde pocas horas después, en la madrugada del trece al catorce de diciembre, fueron juzgados por un Consejo de guerra sumarísimo, presidido por el general Arturo Lezcano. El Consejo apenas duró 40 minutos.
Los acusados mantuvieron durante todo el proceso una actitud digna y valiente. Galán asumió ante el Consejo de guerra toda la responsabilidad de lo sucedido, por lo que solicitó que fueran absueltos de los cargos todos los oficiales que le habían secundado. A pesar de los intentos de Galán por salvar a sus compañeros, el Consejo dictó sentencia condenando a muerte a Galán y al capitán García Hernández, que había sido conducido hasta Huesca por las tropas de Dolla, y condenando a cadena perpetua al resto de sus compañeros.
El mismo día 14 de diciembre, a las 14 horas, a pesar de ser domingo y ser tradición no ejecutar condenas de muerte en ese día de la semana, los condenados son fusilados en el polvorín de Fornillos, en Huesca —en el polvorín de Jaca, según otras fuentes—; Galán, que ha declinado el ofrecimiento del auxilio espiritual de un sacerdote para administrarle confesión -ofrecimiento que sí acepta el capitán García Hernández- da la orden de fuego al pelotón de ejecución y se desploma con un grito de ¡Viva la República!.
Ni el general Berenguer ni el rey Alfonso XIII accedieron a conmutar la pena de muerte, a pesar de las peticiones de clemencia que recibieron desde diversas instancias nacionales e internacionales.
En la mañana de este mismo domingo 14 de diciembre, el «comité revolucionario», que se había declarado responsable de la sublevación el sábado 13, es detenido, ingresando en la cárcel Modelo de Madrid, entre otros, Niceto Alcalá Zamora y Miguel Maura. Por su parte Santiago Casares Quiroga fue detenido en Jaca, a donde había viajado por orden del comité para detener la sublevación pero que como llegó muy cansado del viaje decidió irse al hotel y dejar la entrevista con el capitán Galán para la mañana siguiente. Pero para entonces la sublevación ya se había producido.
Tampoco la insurrección prevista, la del día 15 de diciembre, tuvo éxito, a pesar de que el general Queipo de Llano y el comandante Ramón Franco lograron tomar por unas horas el aeródromo de Cuatro Vientos en Madrid, desde donde huyeron a Portugal al comprobar que se acercaban las tropas leales al gobierno de Berenguer y la prevista huelga general no era declarada en Madrid.

## Consecuencias

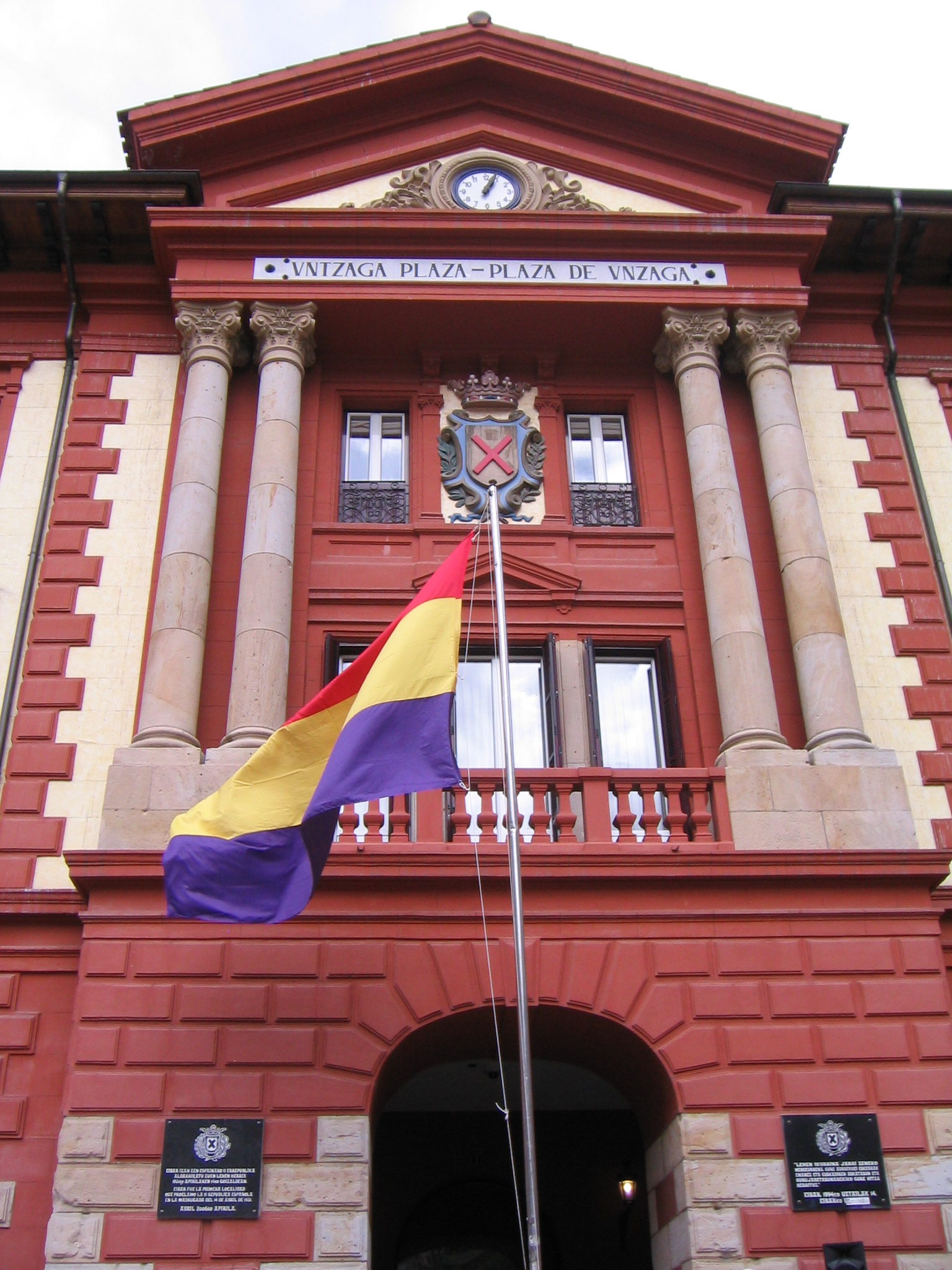
Bandera republicana izada en el 77 aniversario de la proclamación de la República en Éibar.

Las ejecuciones de los capitanes Galán y García Hernández causan gran conmoción en todo el país, despertando un sentimiento antimonárquico que se extiende como la pólvora por toda la geografía. Los ejecutados se convierten, así, en los mártires de la causa republicana, lo que precipitará el curso de los acontecimientos con la llegada, cuatro meses después, de la Segunda República.

Durante toda la República los retratos de Galán y de García Hernández se convertirán en las imágenes de Los mártires de la república. Manuel Azaña anotó en su diario:

La monarquía cometió el disparate de fusilar a Galán y García Hernández, disparate que influyó no poco en la caída del trono

El actual parque de la Constitución de la ciudad de Jaca pasará a denominarse durante la Segunda República Española «Paseo Fermín Galán», donde comenzó a instalarse el monumento que ideó el anarquista Ramón Acín que en los fatídicos días de julio del 36 fue destruido. 
Uno de los momentos más emotivos en Jaca se viviría el 14 de abril de 1931, cuando los manifestantes acuden a la cárcel a liberar a los encarcelados con motivo de la sublevación del 12 de diciembre.
Se llevaría al cine la reconstrucción de los hechos en la película Fermín Galán, que sería una de las primeras sonorizadas en el país.

La primavera ha venido
de brazos del capitán.
Niñas, cantad a corro:
¡Viva Fermín Galán!
La primavera ha venido
y don Alfonso se va.
Muchos duques le acompañan
hasta cerca de la mar.
Antonio Machado

La Virgen del Pilar dice
Que no le gusta la monarquía
Que quiere ser republicana
Como Galán y García
Copla popular

En la localidad de Éibar, el primer pueblo o de los primeros en izar la bandera de la República, llevaron sus nombres dos calles muy céntricas:
- Capitán Galán - Calle Bidebarrieta.
- García Hernández - Calle Estación / Estaziño Kalea.

## En la actualidad
El Círculo Republicano «Galán y García» de Jaca organiza anualmente una ofrenda floral y actividades en torno a estos hechos y la represión posterior. Galán y García Hernández tienen un monumento actualmente sito en su calle, además de otras calles de la ciudad llevan como nombre: Pío Díaz, Antonio Beltrán «el Esquinazau», luego Coronel de la 43 División Republicana (Bolsa de Bielsa); Desideria Giménez «La Cazoleta», joven comunista fusilada cuando contaba con 17 años… etc. Existe una ruta histórica sobre los lugares más importantes del hecho histórico.